# هيذر وليامز (مغنية)
هيذر وليامز (بالإنجليزية: Heather Williams)‏ هي ملحنة ومغنية مؤلفة ومغنية أمريكية، ولدت في 3 فبراير 1976 في ديربورن في الولايات المتحدة.

## وصلات خارجية
- الموقع الرسمي